# Pamela Helen Stephen
Pamela Helen Stephen   (1965 - 30 de novembre de 2021) mezzosoprano clàssica, que canta en òperes i oratoris.

## Biografia i carrera
Va créixer a Escòcia i va estudiar a la "Royal Scottish Academy of Music and Drama", on va obtenir el títol de batxiller en interpretació musical el 1986. Posteriorment va estudiar cant d'òpera, lieder i oratori al "Opera Theatre Center d'Aspen, Colorado", amb Herta Glaz i a la Universitat de Toronto amb Patricia Kern.
Pamela Helen Stephen ha actuat amb molts dels principals directors d'orquestra del món, inclosos André Previn, Sir Charles Mackerras, John Eliot Gardiner, Antonio Pappano, Andris Nelsons, Vladimir Jurowski, Sir Simon Rattle, Richard Hickox, Edward Gardner i Sir Richard Armstrong. Ha cantat en festivals com el Festival Internacional d'Edimburg, els BBC Proms, els Festivals d'Aldeburgh, Cheltenham i Wexford, i el Festival Spoleto i amb orquestres com la London Symphony Orchestra, la BBC National Orchestra Wales, la Bournemouth Symphony Orchestra, la City of Birmingham Symphony Orquestra, Orquestra de Cambra Escocesa, Royal Northern Sinfonia, Berliner Konzerthausorkester, Royal Scottish National Orchestra i lOrchestra Sinfonica di Milano.
Ha actuat especialment com a Cèsar a la producció d'"Opera North" de Giulio Cesare de G. F. Händel el 2012 i Dido a Dido and Aeneas de Purcell, també amb Opera North el 2013. Va cantar el paper de Penèlope a la producció de Benedict Andrews de El retorn d'Ulisses per la "English National Opera" i Suzuki en la producció d'Anthony Minghella de Madame Butterfly, també per a ENO. Va ser Hécube a la producció del 2012 de Les Troyens de Berlioz, dirigida per David McVicar al "Royal Opera House", i ha actuat en obres de Vaughan Williams, Britten, Verdi i altres.
Pamela Helen Stephen ha realitzat diverses desenes d'enregistraments, com ara Ariadne auf Naxos de Strauss, Stabat Mater de Szymanowski, Le nozze di Figaro de Mozart, dirigit per Sir John Eliot Gardiner, L'Enfant et les Sortilèges de Ravel, dirigit per André Previn, diverses misses de Haydn amb el "Collegium Musicum 90", dirigit per Richard Hickox, i Echo and Narcissus de Ryan Wigglesworth.
Pamela Helen Stephen va ser nominada al Premi Robert Helpmann i ha guanyat el Premi John Noble de l'Òpera Escocesa, la beca Caird, el Premi Comtessa de Munster i el Premi Canadian Philharmonic Society del Canadà/Escòcia. Echo and Narcissus, una cantata dramàtica del compositor Ryan Wigglesworth per a mezzo, baríton, tres veus femenines i piano per encàrrec d'Aldeburgh, "Wigmore Hall" i "Musik im Reisen" fou estrenada al Festival Aldeburgh del 2014 per Pamela Helen Stephen, Mark Padmore i dirigida pel mateix compositor.

## Vida personal
El seu amb el director Richard Hickox va donar dos fills: Adam i Abigail. Richard Hickox morí el 2008 i Pamela quedà vídua amb els seus dos fills. El seu fill Adam es va convertir en ajudant de direcció a Rotterdam el 2019.